# Lumaco
Lumaco este un târg și comună din provincia Malleco, regiunea La Araucanía, Chile, cu o populație de 9.440 locuitori (2012) și o suprafață de 1119 km2.